# 陸前白沢駅
陸前白沢駅（りくぜんしらさわえき）は、宮城県仙台市青葉区上愛子大道にある、東日本旅客鉄道（JR東日本）仙山線の駅である。

## 歴史
1960年代までは、周辺住民だけでなく、南に山一つこえた秋保町（当時）の人々、北の大倉地区の定義如来に行く参拝者も利用した。駅周辺に守屋木材の工場があり、木材や岩沼駅までのチップの輸送もあった。自動車が広まると駅の利用圏が狭まり、利用が落ち込んだ。

### 年表
- 1931年（昭和6年）8月30日：開業[2][3]。
- 1980年（昭和55年）8月1日：貨物の取り扱いを廃止[3]。
- 1984年（昭和59年）2月1日：荷物の取り扱いを廃止[3]。
- 1985年（昭和60年）3月14日：CTC化により無人化[2][5]。
- 1987年（昭和62年）4月1日：国鉄分割民営化により、東日本旅客鉄道の駅となる[3]。
- 2019年（令和元年）7月10日：簡易型自動券売機によるきっぷの発売を終了。
- 2020年（令和2年）10月1日：愛子駅の業務委託化に伴い、仙台地区センター管理下となる。
- 2024年（令和6年）10月1日：えきねっとQチケのサービスを開始[1][6]。

## 駅構造
相対式ホーム2面2線を有する地上駅である。互いのホームは構内踏切で連絡している。スロープがあり、車椅子などが使用できるが、列車とホーム間に段差ができる。
仙台地区センター管理の無人駅である。北側の簡易駅舎内に乗車駅証明書発行機（自動精算機対応）が設置されている。
JRの特定都区市内制度における「仙台市内」の駅である。

### のりば
| 番線 | 路線    | 方向 | 行先     |
| ---- | ------- | ---- | -------- |
| 1・2 | ■仙山線 | 上り | 仙台方面 |
| 1・2 | ■仙山線 | 下り | 山形方面 |

- 一線スルー化されているため、行き違いがない場合は両方向とも、駅舎側の1番線を通行する。

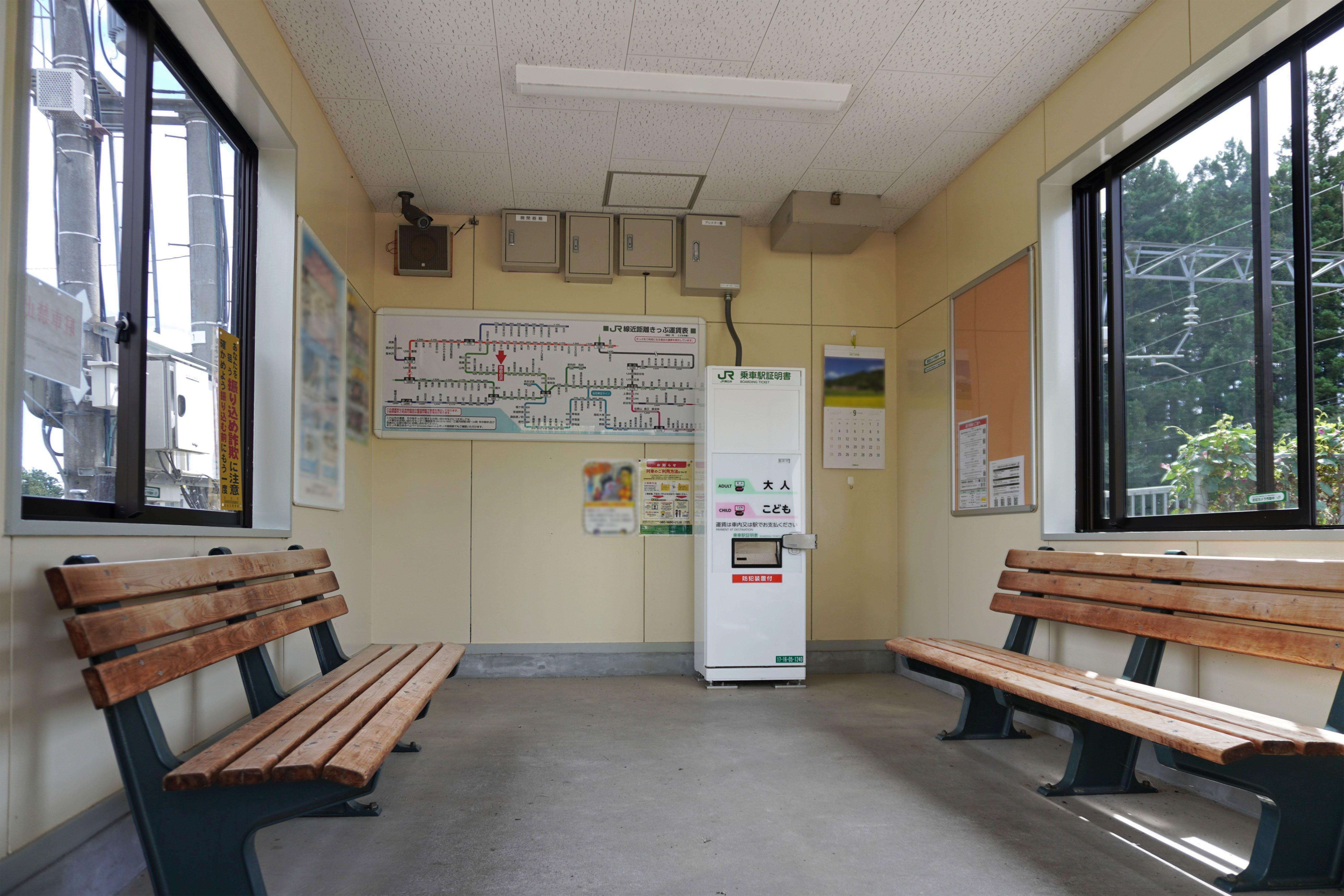
駅舎内（2023年9月）
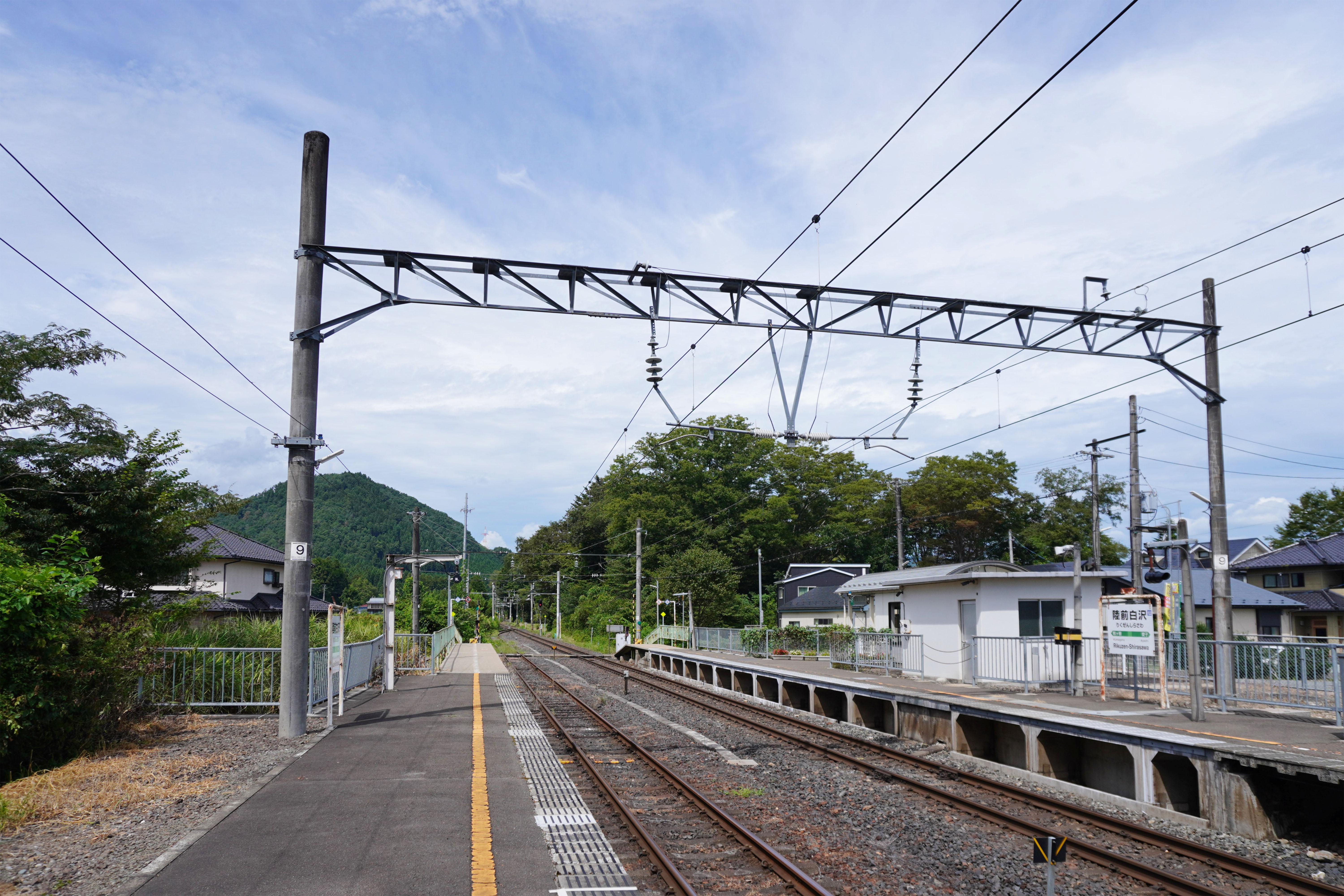
ホーム（2023年9月）
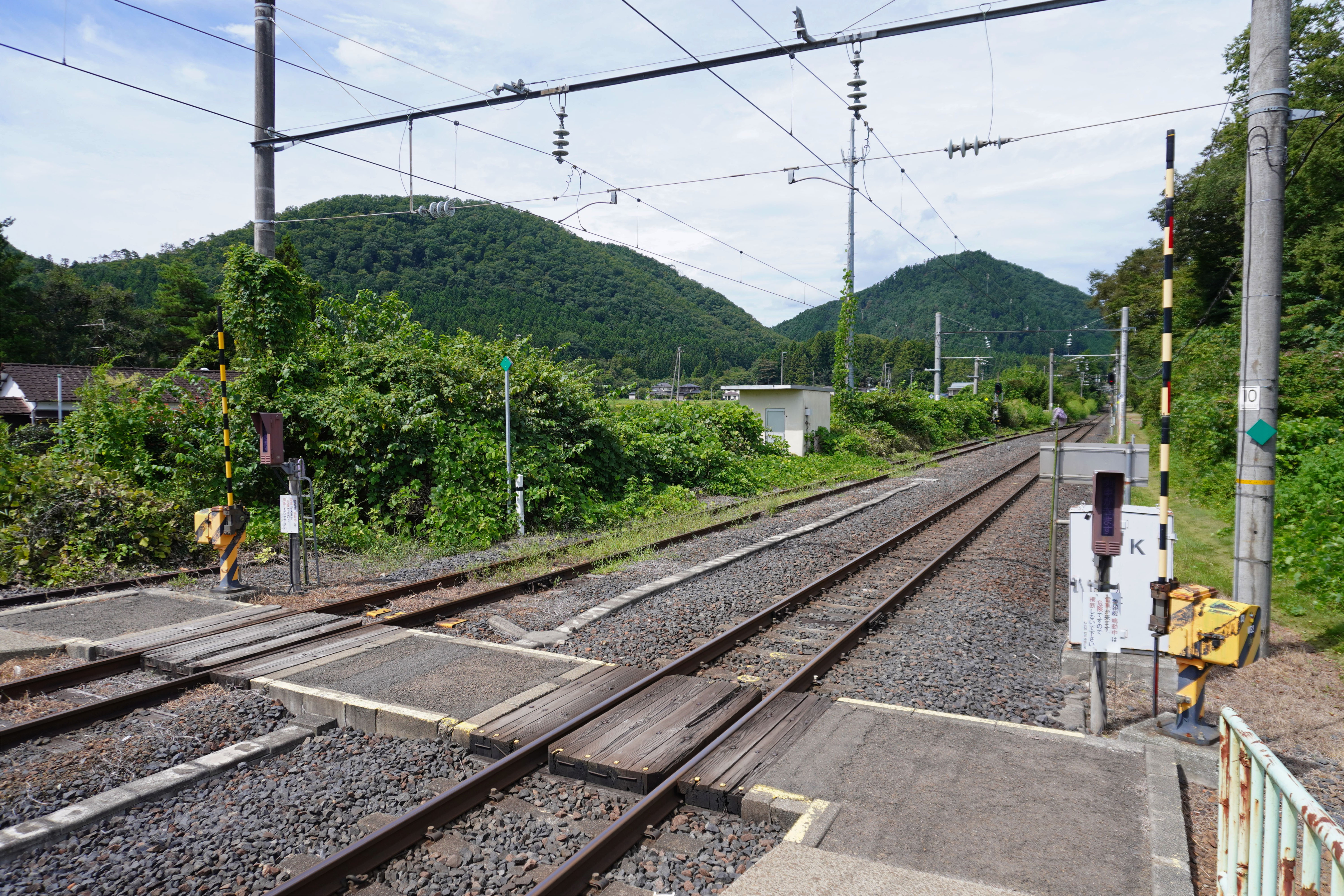
構内踏切（2023年9月）

## 利用状況
1957年度（昭和32年度）- 2007年度（平成19年度）の1日平均乗車人員および貨物輸送の推移は以下のとおりであった。
| 乗車人員・貨物輸送推移 | 乗車人員・貨物輸送推移 | 乗車人員・貨物輸送推移 | 乗車人員・貨物輸送推移 | 乗車人員・貨物輸送推移 | 乗車人員・貨物輸送推移 | 乗車人員・貨物輸送推移 |
| 年度                   | 1日平均乗車人員        | 1日平均乗車人員        | 1日平均乗車人員        | 貨物輸送               | 貨物輸送               | 出典                   |
| 年度                   | 普通                   | 定期                   | 合計                   | 貨物発                 | 貨物着                 | 出典                   |
| ---------------------- | ---------------------- | ---------------------- | ---------------------- | ---------------------- | ---------------------- | ---------------------- |
| 1957年（昭和32年）     |                        |                        | 409                    | 1.2t                   | 3.9t                   | [ 8 ]                  |
| 1960年（昭和35年）     |                        |                        | 447                    | 0.8t                   | 1.6t                   | [ 8 ]                  |
| 1970年（昭和45年）     |                        |                        | 394                    | 72t                    | 11t                    | [ 9 ]                  |
| 1980年（昭和55年）     |                        |                        | 282                    | 23t                    | 4t                     | [ 9 ]                  |
| 1999年（平成11年）     | 18                     | 99                     | 117                    | 廃止                   | 廃止                   | [ 10 ]                 |
| 2000年（平成12年）     | 16                     | 80                     | 96                     | 廃止                   | 廃止                   | [ 10 ]                 |
| 2001年（平成13年）     | 13                     | 73                     | 86                     | 廃止                   | 廃止                   | [ 10 ]                 |
| 2002年（平成14年）     | 12                     | 67                     | 79                     | 廃止                   | 廃止                   | [ 11 ]                 |
| 2003年（平成15年）     | 13                     | 65                     | 78                     | 廃止                   | 廃止                   | [ 11 ]                 |
| 2004年（平成16年）     | 12                     | 69                     | 81                     | 廃止                   | 廃止                   | [ 11 ]                 |
| 2005年（平成17年）     | 10                     | 62                     | 72                     | 廃止                   | 廃止                   | [ 11 ]                 |
| 2006年（平成18年）     | 10                     | 55                     | 65                     | 廃止                   | 廃止                   | [ 11 ]                 |
| 2007年（平成19年）     | 10                     | 45                     | 55                     | 廃止                   | 廃止                   | [ 12 ]                 |

## 駅周辺
広瀬川南岸の河岸段丘上、上愛子地区の西部に位置する。北に、線路に平行して国道48号が走り、駅前からはごく短い宮城県道219号白沢停車場線で通じる。48号はこの箇所で国道457号と重複している。

### バス路線
国道48号に仙台市営バス「白沢駅前」停留所があり、作並温泉・定義・秋保・仙台駅方面への路線が発着している。

## 隣の駅
東日本旅客鉄道（JR東日本）
■仙山線
□快速
通過
■普通
愛子駅 - 陸前白沢駅 - 熊ケ根駅